# Хуан О'Доног'ю О'Ріан
Хуан О'Доног'ю О'Ріан (ісп. Juan de O'Donojú y O'Ryan; 1762 — 8 жовтня 1821) — іспанський військовик, державний і політичний діяч, виконував обов'язки державного секретаря Іспанії в жовтні 1813 року, віце-король Іспанської імперії та регент Мексиканської імперії восени 1821 року.